# NGC 5894
NGC 5894 ist eine 12,7 mag helle Balken-Spiralgalaxie vom Hubble-Typ SBm im Sternbild Drache am Nordsternhimmel. Sie ist schätzungsweise 117 Millionen Lichtjahre von der Milchstraße entfernt und hat einen Durchmesser von etwa 100.000 Lj.
Das Objekt wurde am 25. Mai 1788 von Wilhelm Herschel mit einem 18,7-Zoll-Spiegelteleskop entdeckt, der sie dabei mit „pB, mE, nearly in meridian, 2′ long, 0.5′ broad“ beschrieb.